# Apheviderulix
Apheviderulix (лат.) — род тромбидиформных водяных клещей, единственный в составе семейства Apheviderulicidae Gerecke, Smith & Cook, 1999 из надсемейства Eylaoidea (Parasitengona, Prostigmata).

## Описание
Микроскопического размера уплощённые клещи (около 2 мм). Гнатосома широко расширена дистально, все сегменты пальп сросшиеся. Деутонимф: Идиосома несет многочисленные сильно скульптурированные, пористые пластинки, разделенные мягким папиллярным целомом; медиальный глаз отсутствует; дорсум с широко треугольной медиальной лобной пластинкой, наиболее широкой в передней части и несущей 2 пары волосков, одной стержневидной медиальной пластинкой задней части лобной пластинки, парой удлиненных пластинок, фланкирующих лобную пластинку, несущих 1 пару гландуляриев переднелатерально и 2 пары маленьких латеральных глазков заднелатерально, ряд из 6 пар дорсоцентральных пластинок (не считая удлиненных пластинок, фланкирующих лобную пластинку), сзади несущих гландулярии, ряд из 7 или 8 пар дорсолатеральных пластинок, сзади несущих гландулярии, и 3 пары лирифиссур между рядами дорсоцентральных и дорсолатеральных пластинок. Капитулум широко расширен дистально, пальпы со всеми сегментами сросшиеся и сгибаются медиально, к переднему краю капитулума; дорзум и вентер с многочисленными шершавыми пластинками гландуляриев. Гнатосома имаго с нехелатными пальпами; голени длиннее genua. Хелицеры 2-сегментные.
Обитают в родниках и ручьях в широко разбросанных районах южной Евразии и Северной Америки. До сих пор были собраны только очень характерные личинки и сильно склеротизированные дейтонимфы, что позволяет предположить, что взрослые особи могут обитать только в глубоких интерстициальных местообитаниях. Личинки являются субэлитральными паразитами жуков-плавунцов (Dytiscidae, Coleoptera).

## Систематика
Включает 3 вида.
Род был впервые описан в 1999 году и выделен в монотипическое семейство Apheviderulicidae Gerecke, Smith & Cook, 1999 из надсемейства Eylaoidea.
- Apheviderulix leptomastax Gerecke, Smith & Cook, 1999 — Марокко
- Apheviderulix santana Gerecke, Smith & Cook, 1999 — Калифорния
- Apheviderulix welwitschioides Gerecke, Smith & Cook, 1999 — Сицилия (Италия)

## Распространение
Северная Америка, южная Евразия.